# Tabor Domu Tańca
Tabor Domu Tańca – odbywający się latem w jednej z miejscowości Polski centralnej tygodniowy cykl warsztatów, wykładów, koncertów i potańcówek z muzyką ludową danego regionu. Wzorowany jest na letnich taborach węgierskich domów tańca. Uczestnicy taboru przyjeżdżają, aby wspólnie przez kilka dni grać, tańczyć i uczyć się od zaproszonych muzykantów, śpiewaczek i tancerzy wiejskich.

## Opis
Cechą różniącą Tabor od typowych Festiwali jest brak konwencjonalnego podziału na artystów i publiczność, podejście alternatywne wobec konsumenckiego charakteru imprez związanych z popkulturą. Założeniem twórców Taboru jest czynny udział słuchaczy we wszystkich wydarzeniach poprzez taniec, naukę śpiewu, gry i rzemiosła. Mogą w nim uczestniczyć całe rodziny - dla dzieci przeznaczone są specjalne zajęcia w ramach tzw. Małego Taboru.
Tabor organizowany jest od 2002 roku przez warszawskie stowarzyszenie Dom Tańca. W ramach cyklu odbyło się 19 edycji, nie licząc pierwszej nieoficjalnej edycji z 1998 r. w Małomierzycach koło Iłży (Radomskie). Muzycy wywodzący się ze środowiska Domu Tańca organizowali w ramach innych stowarzyszeń festiwale o charakterze taboru: Akademię Muzyków Wędrownych czyli Tabor Lirnicki w Narolu (2012, 2013), Tabor Rodzinny w Zawadce Rymanowskiej, Beskid Niski (2014,2015,2016) oraz Kielecki Szkoła Tradycji w Sędku

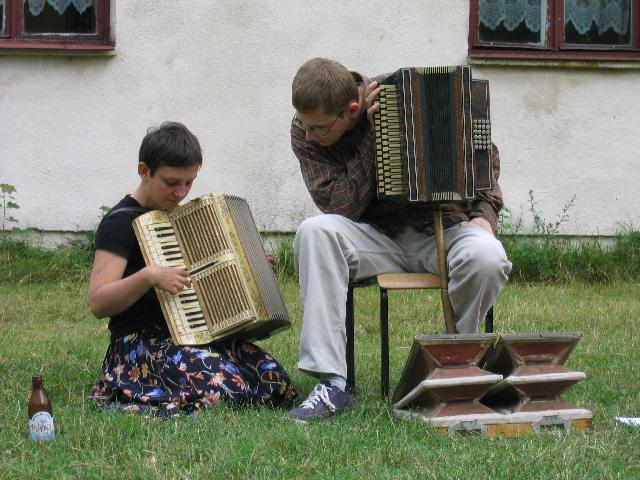
Sędek

- 2002, 2003, 2004 - Tabor w Chlewiskach, Radomskie (trzykrotnie)
- 2005 - Tabor w Ostałówku, Radomskie
- 2006 - Tabor w Gałkach Rusinowskich, Radomskie
- 2006 - Tabor w Kocudzy na Lubelszczyznie
- 2007 - Tabor w Strychu koło Maciejowic, Ziemia Stężycka
- 2008, 2009, 2010 - Tabor w Szczebrzeszynie na Lubelszczyznie (trzykrotnie)[5]
- 2011, 2012 - Tabor w Becejłach na Suwalszczyźnie (dwukrotnie)
- 2013, 2014, 2015, 2016 - Tabor w Sędku koło Kielc, Świętokrzyskie (czterokrotnie)
- 2013, 2014, 2015, 2016 - Tabor w Starej Krobi na Biskupiznie, Wielkopolska (czterokrotnie)

Wydawnictwo In Crudo wydało trzy niskonakładowe płyty, dokumentujące Tabory w Chlewiskach i w Szczebrzeszynie.